# Ochyrocera janthinipes
Ochyrocera janthinipes là một loài nhện trong họ Ochyroceratidae. Loài này phân bố ở Venezuela.